# 三里村 (佐賀県)
三里村（みさとむら）は、佐賀県小城郡にあった村。現在の小城市の一部にあたる。

## 地理
佐賀平野の北西部に位置していた。
- 河川：晴気川[3]、牛津川[3]

## 歴史
- 1889年（明治22年）4月1日、町村制の施行により、小城郡池上ヶ里、栗原ヶ里、船田ヶ里が合併して村制施行し、三里村が発足[1][2]。旧村名を継承した池上、栗原、船田の3大字を編成[2]。
- 1932年（昭和7年）4月1日、小城郡小城町、岩松村、晴田村と合併し、小城町が存続して廃止された[1][2]。合併後、小城町大字池上・栗原・船田となる[2]。

## 産業
- 農業